# Ileni
Ileni – wieś w Rumunii, w okręgu Braszów, w gminie Mândra. W 2011 roku liczyła 660 mieszkańców.